# Малофеев, Анатолий Александрович
Анато́лий Алекса́ндрович Малофе́ев (бел. Анатоль Аляксандравіч Малафееў; 14 мая 1933, Гомель — 19 января 2022) — советский и белорусский партийный и государственный деятель.
Председатель Палаты представителей Национального собрания Республики Беларусь 1-го созыва (1996—2000). Депутат Палаты представителей 2-го созыва (2000—2004). Член Совета Республики 3-го созыва от Гомельской области (2004—2008).

## Биография
Белорус.
- В 1949 году окончил железнодорожное училище и работал слесарем на Гомельском и Минском вагоноремонтных заводах.
- В 1952—1956 годах служил в ВМФ СССР. Во время службы в 1954 году вступил в КПСС.
- С 1962 года на партийной работе: инструктор, завотделом Железнодорожного райкома, завсектором Гомельского обкома, инструктор ЦК, 1-й секретарь Мозырского горкома, секретарь обкома.
- В 1967 году окончил Белорусский государственный институт народного хозяйства имени Куйбышева по специальности экономист.
- В 1974 году заочно окончил Высшую партийную школу при ЦК КПСС.
- В 1975 году избран депутатом Верховного Совета БССР.
- С октября 1978 года по июль 1982 года — председатель Гомельского облисполкома[3].
- В 1980—1985 годах член Президиума Верховного Совета БССР.
- С июля 1982 года по апрель 1985 года — первый секретарь Гомельского обкома Компартии Беларуси[3].
- В 1984 году избран в Верховный Совет СССР, депутат Совета Союза от Гомельской области[4].
- С марта 1985 года по декабрь 1990 года — первый секретарь Минского обкома КПБ[5].
- В 1986—1991 годах — член ЦК КПСС.
- В 1989—1991 годах — народный депутат СССР.
- С апреля по декабрь 1990 года — председатель Минского областного Совета народных депутатов[5].
- С 30 ноября 1990 года — первый секретарь ЦК КПБ (избран на альтернативной основе, получив 54 % голосов против В. И. Бровикова)[6].
- В 1990—1991 годах — член Политбюро ЦК КПСС. В августе 1991 года поддержал ГКЧП[7], впоследствии называл его образование «преступлением против партии»[8]. После поражения комитета оставался лидером ЦК КПБ в период приостановки деятельности партии на территории Беларуси (до февраля 1993 года)[7]. В апреле 1993 года компартия вошла в состав Партии коммунистов Беларуси (ПКБ)[7][9].
- В 1992—1996 годах — заместитель начальника Главного управления по государственным материальным резервам при Совете министров Республики Беларусь[10].
- В 1995—1996 годах — депутат Верховного Совета РБ XII созыва, заместитель председателя постоянной комиссии Верховного Совета по экономической политике и реформам[10].
- С 30 ноября 1996 по 21 ноября 2000 года — председатель Палаты представителей. Национального собрания Республики Беларусь. По должности являлся первым заместителем председателя Парламентского Собрания Союза Беларуси и России (март 1997[11] — февраль 2001[12]), затем — заместитель председателя Парламентского Собрания.

Умер 19 января 2022 года на 89-м году жизни. Похоронен на Восточном кладбище Минска.

## Награды и звания
- Награждён орденами Отечества II и III степеней, двумя орденами Трудового Красного Знамени, Почётными грамотами Парламентского Собрания Союза Беларуси и России и Совета Министров Республики Беларусь[15].
- Орден «Содружество» (8 декабря 2000 года, Совет Межпарламентской Ассамблеи государств — участников СНГ) — за активное участие в деятельности Межпарламентской Ассамблеи и её органов,  вклад в укрепление дружбы между народами государств — участников Содружества[16].
- Медаль «МПА СНГ. 25 лет» (27 марта 2017 года, Межпарламентская ассамблея СНГ) — за заслуги в деле развития и укрепления парламентаризма, за вклад в развитие и совершенствование правовых основ функционирования Содружества Независимых Государств, укрепление международных связей и межпарламентского сотрудничества[17].
- Почётный гражданин города Мозыря (1996)[18] и города Гомеля (2003)[19].

## Память
- Имя занесено на городскую Доску Почёта (Гомель).